# Roberta Achtenberg
Roberta Achtenberg (Los Ángeles, 20 de julio de 1950) es una abogada y defensora de los derechos civiles estadounidense que se desempeñó como comisionada de la Comisión de Derechos Civiles de los Estados Unidos. Anteriormente fue secretaria adjunta del Departamento de Vivienda y Desarrollo Urbano de los Estados Unidos, convirtiéndose en la primera funcionaria pública abiertamente lesbiana o gay en los Estados Unidos cuyo nombramiento a un puesto federal fue confirmado por el Senado de los Estados Unidos. Su audiencia de confirmación generó controversia y conflicto entre quienes se oponían y la apoyaban.
Achtenberg asistió a diferentes escuelas de la Universidad de California y luego asistió a la Universidad de Utah. Antes de su carrera política, trabajó como abogada, directora, educadora y fundó organizaciones. Achtenberg está casada, tiene un hijo y ha sido reconocida local y nacionalmente con numerosos premios y ha realizado muchas publicaciones a lo largo de su carrera.

## Biografía
El padre de Achtenberg era judío y emigró a los Estados Unidos desde la Unión Soviética, mientras que su madre era de Quebec. Sus padres eran dueños de una tienda de comestibles en Los Ángeles y criaron a Roberta y a sus tres hermanos en California.
Después de graduarse de Morningside High School en Inglewood, California, Achtenberg asistió a la Universidad de California, Los Ángeles, y luego se transfirió a la Universidad de California, Berkeley, y se graduó Phi Beta Kappa en 1972 con una Licenciatura en Historia. Achtenberg también conoció a su ex marido, David Chavkin, en Berkeley. Comenzó sus estudios de derecho en la Universidad de California, antes de finalmente recibir su Juris Doctor en la Universidad de Utah en 1975.

### Vida personal
Roberta Achtenberg se divorció de David Chavkin en 1977, y poco después reveló que era lesbiana. Después de que Achtenberg salió públicamente, recibió apoyo y oposición nacional.  Las personas LGBTQ+ y sus aliados se movilizaron para apoyarla, y grupos religiosos y conservadores presionaron en su contra.
Achtenberg conoció a su expareja, Mary Morgan, jueza del Tribunal Municipal de San Francisco, en 1979, y se comprometieron en 1982. En 1985, Achtenberg y Morgan tuvieron un hijo llamado Benjamin. Durante una marcha del orgullo LGBT de San Francisco, Achtenberg y Mary Morgan se abrazaron y besaron mientras viajaban en una carroza con su hijo, lo que generó controversia durante su entrada a su carrera política federal. En 1995, Achtenberg pronunció un discurso en la Dyke March de San Francisco.

## Carrera
Entre 1975 y 1976 trabajó como profesora adjunta en la Facultad de Derecho de la Universidad de Stanford. En 1976, Achtenberg se convirtió en Decano de la Facultad de Derecho del New College de California.  Achtenberg apoyó a la comunidad LGBTQ desde el principio de su carrera política. Su actividad incluyó la cofundación del Centro Nacional para los Derechos de las Lesbianas en 1977, junto con Donna Hitchens. El centro trabaja para personas LGBTQ+ y les brinda servicios legales y de asesoramiento, defensa y servicios educativos.
Además, en 1978, Achtenberg representó los derechos LGBTQ mientras formaba parte del Comité Antisexismo del Gremio Nacional de Abogados. Una de las cuestiones que destacó este proyecto fue la elaboración de una guía sobre cómo dar a las personas lesbianas y gays una representación adecuada. El documento describe cómo representar adecuadamente a los jóvenes LGBTQ+ y abordar las cuestiones de la Primera Enmienda relacionadas con las personas LGBTQ+ o la libertad de expresión.

### Carrera política
Achtenberg se postuló sin éxito para un escaño en las elecciones especiales de la Asamblea Estatal de California de 1988 para reemplazar a Art Agnos, y perdió ante John Burton. Fue elegida miembro de la Junta de Supervisores de San Francisco en 1990, fue la primera vez que dos lesbianas obtuvieron asientos en la junta. Mientras todavía era miembro del Consejo de Supervisores en 1992, Achtenberg fue designada para el comité que redactó la plataforma del Partido Demócrata.
En 1993, fue nombrada Secretaria Adjunta para la Oficina de Vivienda Justa e Igualdad de Oportunidades por el presidente Bill Clinton, convirtiéndose en la primera persona LGBTQ en ser designada y confirmada para un puesto dentro de una oficina del gabinete. Ella trabajó para ayudar a encontrar viviendas para familias desplazadas debido a un huracán en 1994, y trabajó para mejorar la equidad en los sistemas de vivienda. De 1995 a 1997, fue nombrada asesora principal del Secretario del Departamento de Vivienda y Desarrollo Urbano de los Estados Unidos.
Achtenberg dejó el cargo en 1995 para postularse a la alcaldía de San Francisco, y quedó tercera. Tras esto, se desempeñó como Vicepresidenta Senior de Políticas Públicas en la Cámara de Comercio de San Francisco hasta enero de 2005. En 2004, durante su período como vicepresidenta sénior, ayudó a una pareja del mismo sexo, Phyllis Ann Lyon y Del Martin, a obtener la primera licencia de matrimonio emitida para una pareja del mismo sexo por San Francisco.
En 2000, fue nombrada miembro del Consejo de Administración de la Universidad Estatal de California por el gobernador Gray Davis, convirtiéndose en presidenta del consejo en mayo de 2006 hasta su retiro en 2015. Por su extenso trabajo con la universidad, se le otorgó un Doctorado honorario en Humanidades.

### Subsecretaria de Vivienda Justa e Igualdad de Oportunidades
Roberta Achtenberg fue nominada por el presidente Bill Clinton para ser Secretaria Adjunta de Vivienda Justa e Igualdad de Oportunidades en el Departamento de Vivienda y Desarrollo Urbano. Su confirmación fue anunciada durante el levantamiento de la prohibición de admitir a personas homosexuales en el ejército. Su audiencia de confirmación se llevó a cabo frente al Comité de Banca, Vivienda y Asuntos Urbanos del Senado y comenzó el 29 de abril de 1993.
Después de debates que duraron tres días, incluyendo nueve horas y media de filibusteros el 19 y 20 de mayo, Achtenberg fue confirmada para la posición, obteniendo una votación de 58 a favor y 31 en contra, con 1 votando como presente y 10 sin votar. Roberta Achtenberg fue la primera persona abiertamente LGBTQ+ en pasar por el proceso de confirmación del Senado, y posteriormente fue la primera persona LGBTQ+ en ocupar un cargo federal.
Durante la audiencia, Achtenberg fue interrogado por muchos senadores, incluidos los senadores Faircloth, Boxer y Bond. Durante todo el proceso, el senador Jesse Helms se opuso rotundamente a ella y la llamó "una maldita lesbiana" a quien el Senado debería negarse a confirmar para el cargo. Achtenberg también recibió oposición de la Red de Acción Cristiana, debido a su activismo lésbico radical. Achtenberg recibió el apoyo de muchas organizaciones y personas, como la Alianza Nacional de Vivienda Justa, el Colegio de Abogados de San Francisco, la Asociación Nacional de Trabajadores de Derechos Humanos, la senadora Feinstein y la representate Pelosi.